# ユーロナット
ユーロナット（Euronat）とは、ヨーロッパの極右政党の協会である。

## 所属政党
- フラームス・ベランフ
- 共和国連盟-チェコスロバキア共和党
- ミロスラフ・スラーデク共和党
- クロアチア右翼党
- 愛国人民連盟
- 国民連合
- ドイツ民族同盟
- ヘレン戦線
- ハンガリー正義・生活党
- 新しき力
- 社会運動・三色の炎
- ニューライト
- 国民同盟
- 大ルーマニア党
- セルビア急進党
- スロバキア国民党
- 国家民主主義
- 国家民主党
- スウェーデン民主党
- 全ウクライナ連合「自由」
- イギリス国民党